# Capparis kerrii
Capparis kerrii är en kaprisväxtart som beskrevs av William Grant Craib. Capparis kerrii ingår i släktet Capparis och familjen kaprisväxter. Inga underarter finns listade i Catalogue of Life.